# طليلين
طليلين هي قرية صغيرة تتبع محافظة السويداء في الجمهورية العربية السورية.

## موقعها
تقع طليلين بمحافظة السويداء جبل العرب في سورية وتبعد عن مركز المدينة حوالي 28 كم باتجاه الشرق وتتبع إداريا ً لمنطقة صلخد - ناحية ملح وترتفع القرية عن سطح البحر حوالي 1550م.
يعتمد سكانها على الزراعة : الأشجار المثمرة - التفاح - الكرمة - والمحاصيل الزراعية - القمح والحمص والشعير
من القرى المحيطة بها: سالة من الشمال - تل اللوز من الجنوب - ومن الجنوب الشرقي أبو زريق - ومن الشرق شعف.